# العلاقات الإسرائيلية الصربية
العلاقات الإسرائيلية الصربية هي العلاقات الثنائية التي تجمع بين إسرائيل وصربيا.

## مقارنة بين البلدين
هذه مقارنة عامة ومرجعية للدولتين:
| وجه المقارنة                                              | إسرائيل                                                             | صربيا                                                      |
| --------------------------------------------------------- | ------------------------------------------------------------------- | ---------------------------------------------------------- |
| المساحة (كم2)                                             | 20.77 ألف                                                           | 88.36 ألف                                                  |
| عدد السكان (نسمة)                                         | 8.89 مليون                                                          | 7.02 مليون                                                 |
| الكثافة السكانية (ن./كم²)                                 | 428.02                                                              | 79.45                                                      |
| العاصمة                                                   | القدس                                                               | بلغراد                                                     |
| اللغة الرسمية                                             | اللغة العبرية، اللغة العربية                                        | اللغة الصربية                                              |
| العملة                                                    | شيكل إسرائيلي جديد، شيكل إسرائيلي قديم، جنيه فلسطيني، جنيه إسرائيلي | دينار صربي                                                 |
| الناتج المحلي الإجمالي (بليون دولار)                      | 350.85 مليار                                                        | 41.43 مليار                                                |
| الناتج المحلي الإجمالي (تعادل القوة الشرائية) بليون دولار | 306.51 مليار                                                        | 100.13 مليار                                               |
| الناتج المحلي الإجمالي الاسمي للفرد دولار أمريكي          | 35.73 ألف                                                           | 5.24 ألف                                                   |
| الناتج المحلي الإجمالي للفرد دولار أمريكي                 | 36.58 ألف                                                           | 13.59 ألف                                                  |
| مؤشر التنمية البشرية                                      | 0.899                                                               | 0.771                                                      |
| رمز المكالمات الدولي                                      | +972                                                                | +381                                                       |
| رمز الإنترنت                                              | .il                                                                 | .rs، .срб ‏                                                 |
| المنطقة الزمنية                                           | توقيت إسرائيل، Israel Summer Time ‏                                  | توقيت وسط أوروبا، ت ع م+01:00، ت ع م+02:00، أوروبا/بلغراد ‏ |

## مدن متوأمة
في ما يلي قائمة باتفاقيات التوأمة بين مدن إسرائيلية وصربية:
- ترتبط اللد مع كرالييفو باتفاقية توأمة.
- ترتبط بات يام مع كراغوييفاتس باتفاقية توأمة.
- ترتبط تل أبيب مع بلغراد باتفاقية توأمة منذ 1994.[17][17][17][17]
- ترتبط بتاح تكفا مع سوبتيتسا باتفاقية توأمة منذ 2000.[18][18]
- ترتبط بئر السبع مع نيش باتفاقية توأمة منذ 1 مارس 2016.
- ترتبط كريات آتا مع شاباتس باتفاقية توأمة.
- ترتبط الناصرة العليا مع Kikinda [الإنجليزية]‏ باتفاقية توأمة منذ 1974.
- ترتبط كريات جات مع كروشيفاتس باتفاقية توأمة.

## منظمات دولية مشتركة
يشترك البلدان في عضوية مجموعة من المنظمات الدولية، منها:
| علم المنظمة | اسم المنظمة                               | تاريخ انضمام إسرائيل | تاريخ انضمام صربيا |
| ----------- | ----------------------------------------- | -------------------- | ------------------ |
|             | مؤسسة التنمية الدولية                     | 22 ديسمبر 1960       | 25 فبراير 1993     |
|             | الأمم المتحدة                             | 11 مايو 1949         | 1 نوفمبر 2000      |
|             | منظمة الشرطة الجنائية الدولية             | ?                    | ?                  |
|             | المركز الدولي لتسوية المنازعات الاستشارية | 22 يوليو 1983        | 8 يونيو 2007       |
|             | الاتحاد الدولي للاتصالات                  | 24 يونيو 1948        | 1 يونيو 2001       |
|             | الفريق المعني برصد الأرض                  | ?                    | ?                  |
|             | البنك الدولي للإنشاء والتعمير             | 12 يوليو 1954        | 25 فبراير 1993     |
|             | الاتحاد البريدي العالمي                   | ?                    | ?                  |
|             | مؤسسة التمويل الدولية                     | 26 سبتمبر 1956       | 25 فبراير 1993     |
|             | وكالة ضمان الاستثمار متعدد الأطراف        | 21 مايو 1992         | 19 مارس 1993       |
|             | يونسكو                                    | 16 سبتمبر 1949       | 20 ديسمبر 2000     |

## أعلام
هذه قائمة لبعض الشخصيات التي تربطها علاقات بالبلدين:
- راديساف تشورتشيتش (لاعب كرة سلة إسرائيلي، 26 سبتمبر 1965 – )
- ليور نركيس (مغني إسرائيلي، 8 نوفمبر 1976 – )
- يائير لبيد (5 نوفمبر 1963[25] – )

## وصلات خارجية
- موقع وزارة الخارجية الإسرائيلية
- موقع وزارة الخارجية الصربية